# Медуна, Эдуард
Эдуард Медуна (чеш. Eduard Meduna; род. 11 сентября 1950, Прага) — чешский шахматист, гроссмейстер (1987).
В составе национальной команды участник 2-х Олимпиад (1992—1994).
Лучшие результаты в международных турнирах: Дечин (1977 и 1978) — 5—6-е и 3—4-е; Белосток (1978) — 4-е; Прага (1980 и 1984) — 3—6-е и 1—5-е; Приморско (1979) — 2-е; Варна (1980 и 1983) — 1-е и 2—3-е; Трнава (1981, 1982 и 1986) — 2-е, 2—5-е и 1—2-е; Вроцлав (1981) — 1-е; Биль (1981, 1982, 1983) — 1—2-е (побочный), 4—6-е и 4—5-е; Пловдив (1982) — 3—5-е; Стари-Смоковец (1982, 1983, 1986) — 2—3-е, 4—6-е, 5-е; Чадца (1983) — 1—2-е; Бухарест (1983) — 3—4-е; Сьенфуэгос (1984) — 4—7-е (2-й турнир); Тренчанске-Теплице (1985) — 4—5-е; Люксембург (1986) — 1-е; Лейпциг (1986) — 3—5-е; Бад-Вёрисхофен (1987) — 1—4-е; Кечкемет (1987) — 1-е; Наместово (1987) — 2—4-е места.

## Изменения рейтинга
| Графики недоступны из-за технических проблем. См. информацию на Фабрикаторе и на mediawiki.org. |